# Child Alert

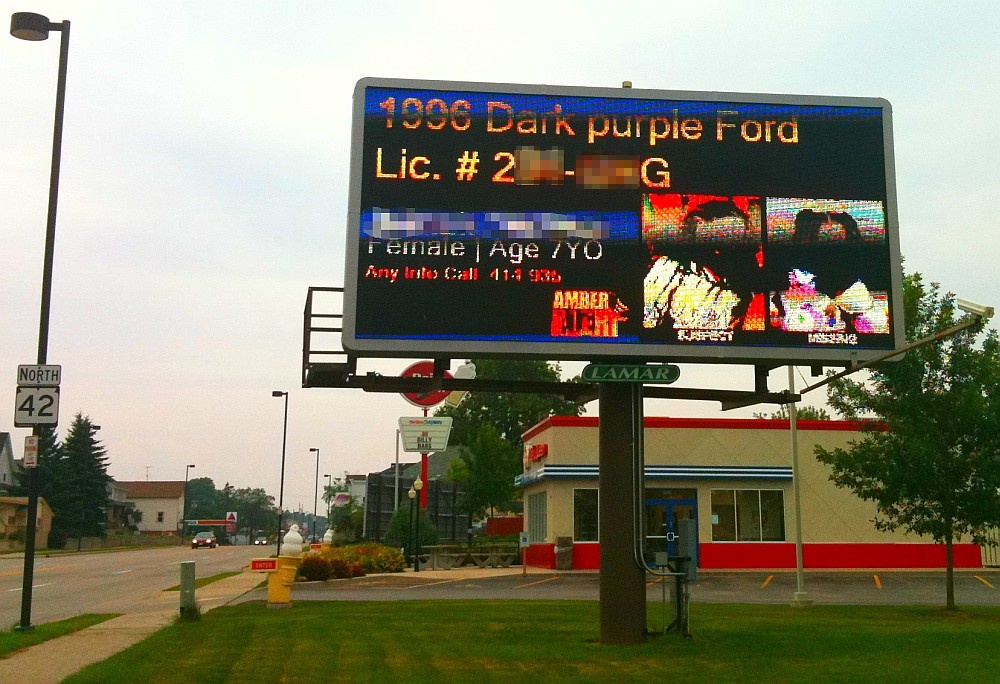
AMBER Alert na telebimie w Sheboygan, Wisconsin

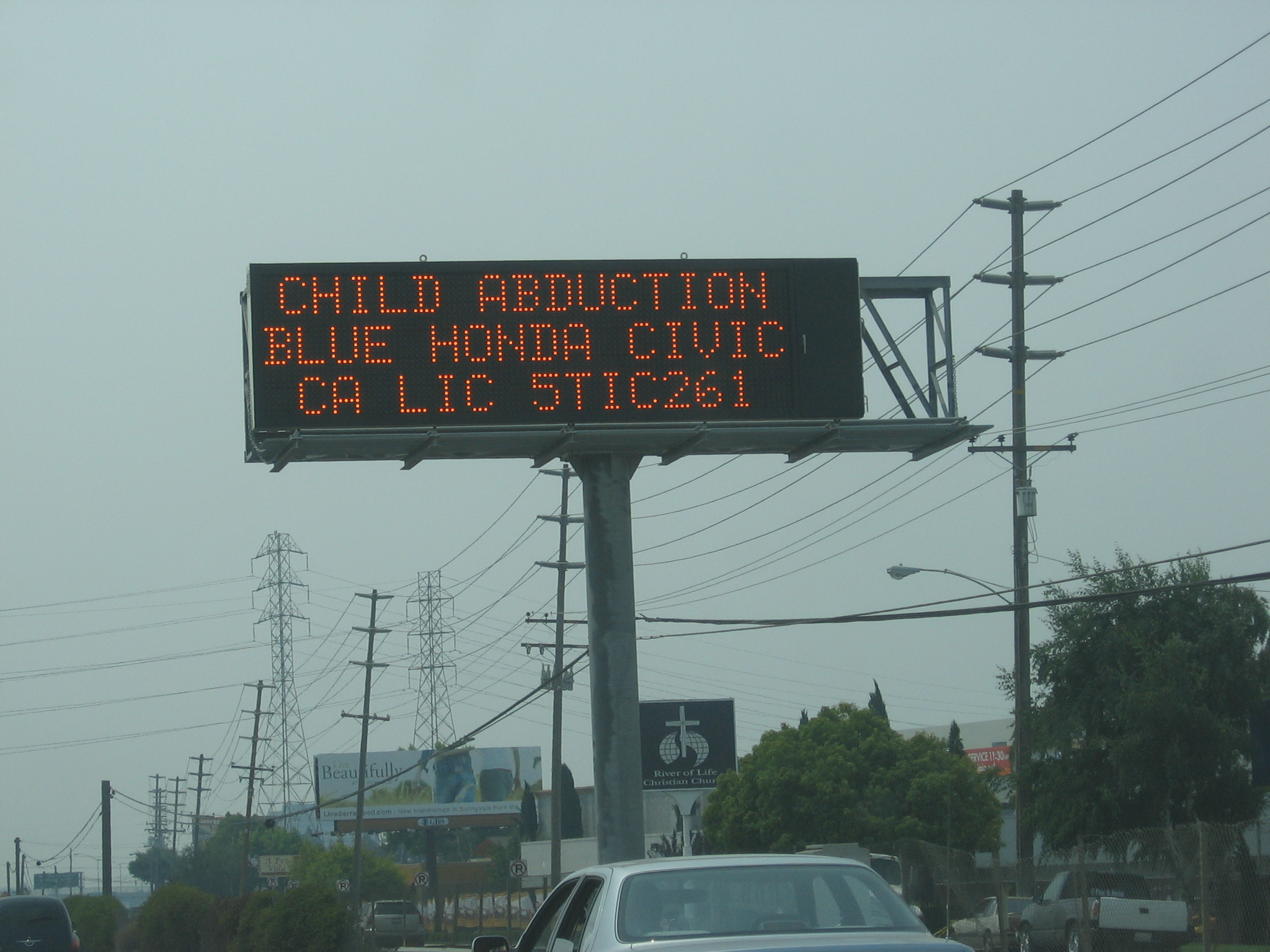
AMBER Alert na autostradzie w Kalifornii

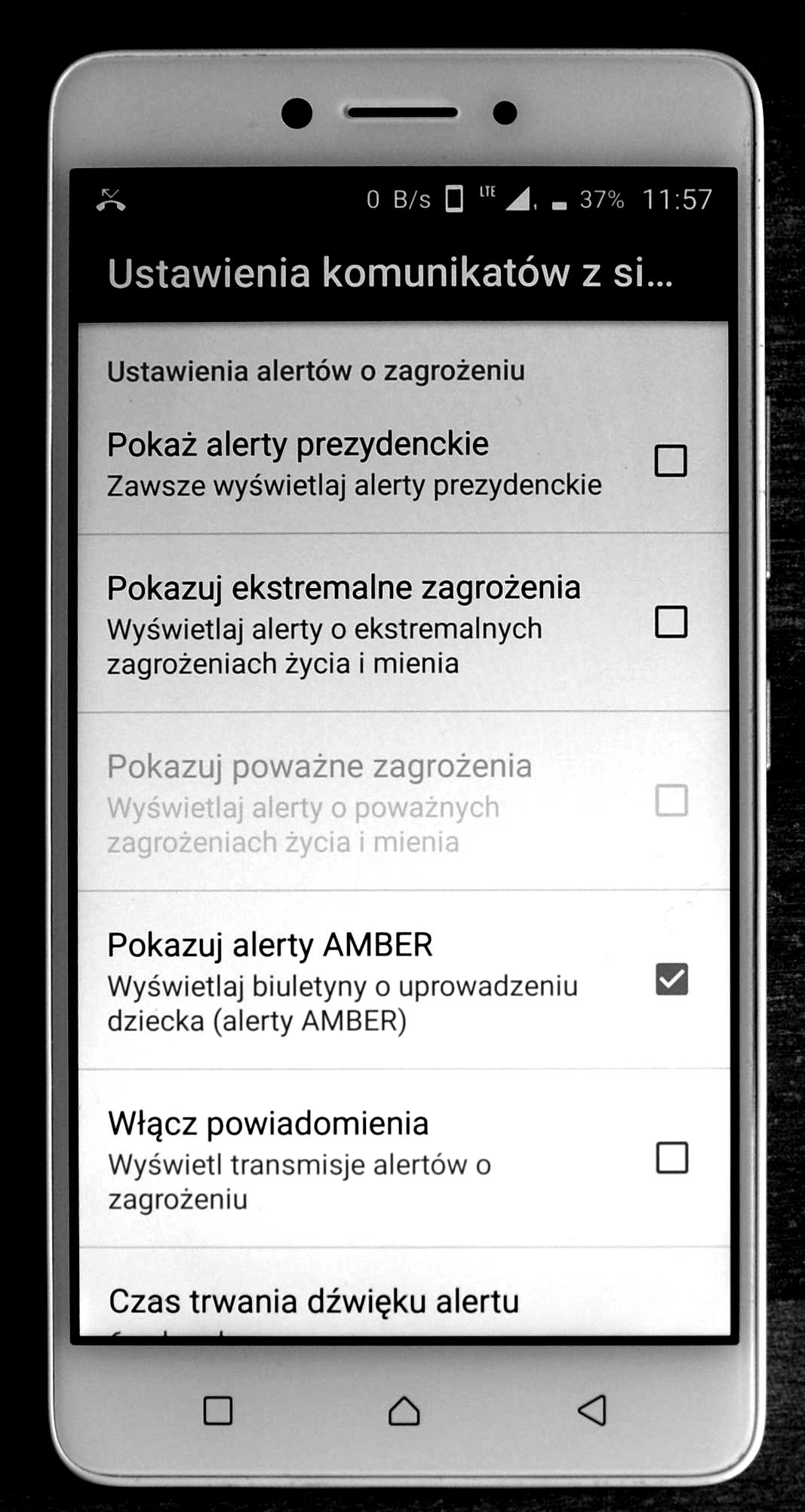
Menu smartfonu z włączoną opcją powiadamiania o alercie AMBER

Child Alert (także AMBER Alert) – system alarmowy, który służy do udostępniania fotografii zaginionych dzieci poprzez rozpowszechnianie komunikatów środkami masowego przekazu. Alarm powstał na skutek porwania i morderstwa 9-letniej Amber Hagerman w stanie Teksas w 1996 roku.

## Funkcjonowanie
Głównym celem programu Child Alert jest szybsze i sprawniejsze poszukiwanie dzieci dzięki standardowemu postępowaniu. Child Alert ma na celu zawiadomienie jak największej liczby osób, co ma ułatwić ekspresowy czynny udział w poszukiwaniach. Skuteczność Child Alertu w niektórych krajach wynosi nawet 100%. Child Alert umożliwia błyskawiczne upublicznienie konkretnego ogłoszenia na temat zaginięcia lub uprowadzenia dziecka. Komunikaty dotyczące poszukiwań są udostępniane za pomocą telebimów, ekranów reklamowych w tramwajach i metrze, ogłoszeń w radiu, telewizji i Internecie.

### Europa
W Europie Child Alert funkcjonuje w 16 krajach członkowskich Unii Europejskiej: w Belgii, Bułgarii, na Cyprze, w Czechach, we Francji, w Grecji, Hiszpanii, Holandii, Irlandii, Niemczech, Polsce, Portugalii, Rumunii, na Słowacji i we Włoszech. Od 31 marca 2015 system aktywny jest na Słowacji.
Docelowo Child Alert będzie działać we wszystkich krajach Unii Europejskiej.
W Polsce system zaczął działać 20 listopada 2013, a za jego wdrożenie jest odpowiedzialny Wydział Poszukiwań i Identyfikacji Osób Biura Służby Kryminalnej Komendy Głównej Policji. Na terenie Polski, w przypadku wdrożenia systemu Child Alert działa 30 linii telefonicznych, które są obsługiwane przez 5 operatorów i 5 oficerów Centrum Poszukiwań Osób Zaginionych; system pozwala także na identyfikację rozmówców i nagrywanie rozmów telefonicznych. Od momentu wdrożenia w Polsce system został uruchomiony 7 razy: w kwietniu i listopadzie 2015, w marcu 2019, w lutym 2020, w listopadzie 2022, w sierpniu 2023 oraz maju 2025; wszystkie poszukiwane za jego pośrednictwem osoby zostały odnalezione.
Na obszarze Polski, komunikat jest rozsyłany poprzez media maksymalnie przez 12 godzin od chwili rozprowadzenia informacji o zaginionej osobie.

### Ameryka
Child Alert funkcjonuje pod nazwą „AMBER Alert” w Stanach Zjednoczonych, Kanadzie i Meksyku.

### Australia
Od 22 czerwca 2017 roku system, przy współpracy z portalem społecznościowym Facebook, został wdrożony w Australii.

## Kryteria ogłaszania „Child Alert”
System jest uruchamiany, gdy łącznie spełnione zostaną poniższe kryteria:
1. osoba zaginiona w chwili zaginięcia nie ukończyła 18 roku życia
2. istnieje uzasadnione podejrzenie, że osoba małoletnia, jest ofiarą przestępstwa związanego z pozbawieniem wolności albo jej życie, zdrowie jest bezpośrednio zagrożone
3. uzyskano pisemną zgodę [...] od rodzica albo opiekuna prawnego zaginionej osoby małoletniej na rozpowszechnienie komunikatu, a w przypadku braku możliwości nawiązania kontaktu z rodzicem albo opiekunem prawnym uzyskano zgodę sądu rodzinnego i nieletnich
4. z posiadanych przez Policję informacji wynika, że rozpowszechnienie komunikatu może w realny sposób przyczynić się do odnalezienia małoletniej osoby zaginionej
5. uzyskane informacje są wystarczające do sporządzenia komunikatu

## Numery alarmowe
Child Alert wspierany jest w całej Unii Europejskiej przez infolinię 116 000, która została zaprojektowana do zgłaszania zaginięć dzieci i świadczenia pomocy rodzinom, w przypadku uprowadzenia lub zaginięcia dziecka. W celu wsparcia systemu, w Polsce w ramach systemu Child Alert został uruchomiony ogólnopolski numer alarmowy 995, pod którym można przekazywać wiadomości, które mogą mieć związek z zaginionymi dziećmi. Dawniej pod numerem 995 działało pogotowie komunikacji miejskiej.

## Finansowanie
W Polsce projekt uzyskał dofinansowanie ze środków Unii Europejskiej, w ramach programu „DAPHNE III”. Całkowity budżet realizacji programu wyniósł 116 850 000 € (ok. 497 960 006 zł.).